# Vale dos Vinhedos

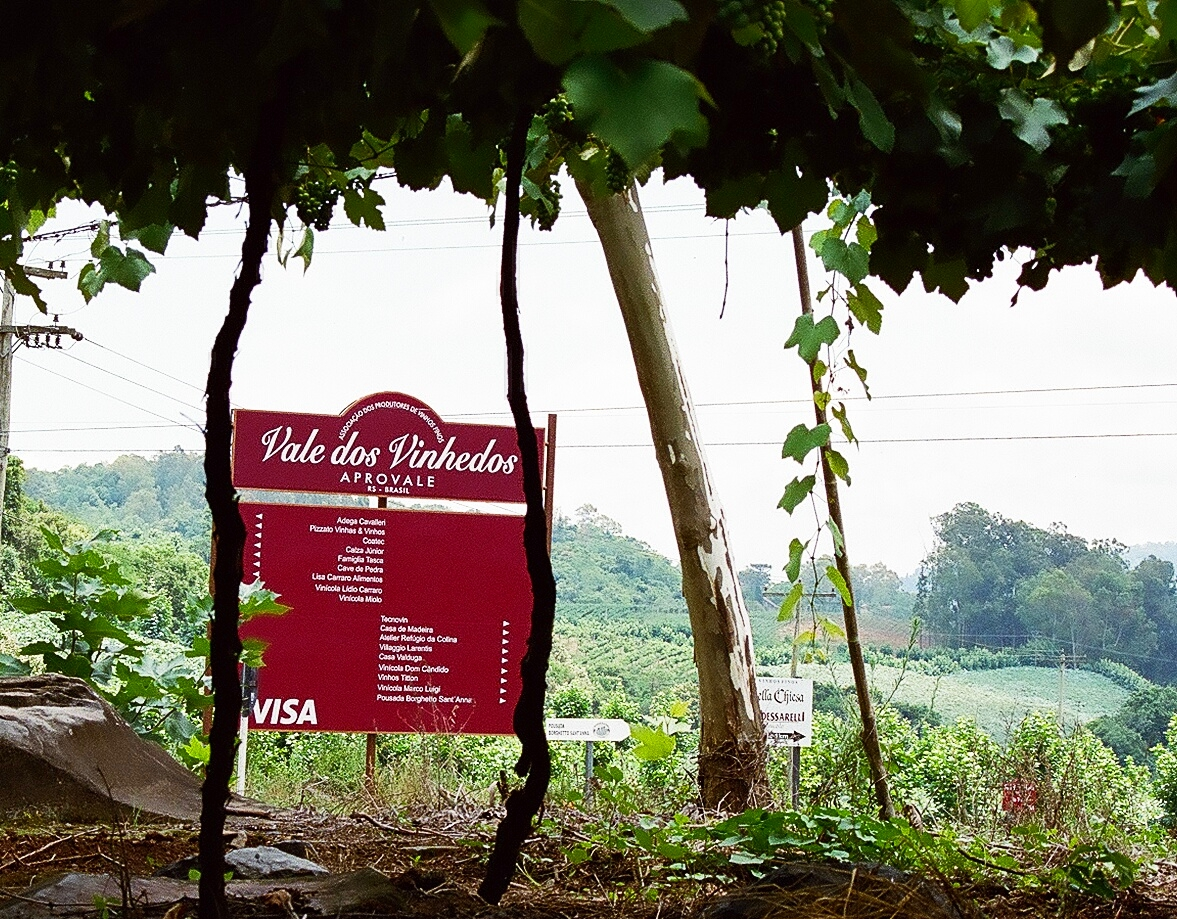
Vale dos Vinhedos – Serra Gaúcha

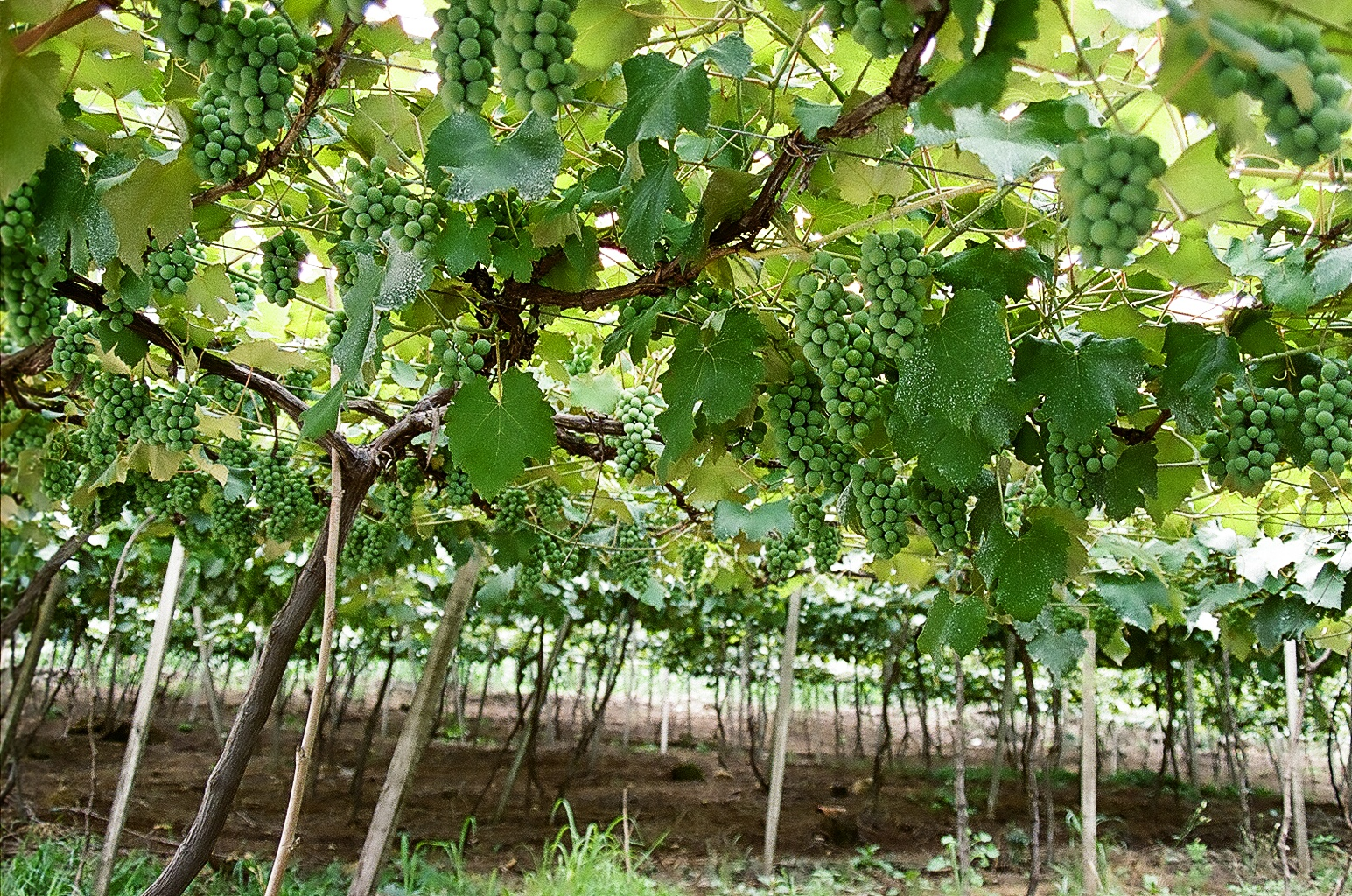
Weinberg Vale dos Vinhedos – Serra Gaúcha

Das Vale dos Vinhedos (zu deutsch „Tal der Weingärten“) ist eine Subregion der Mittelgebirgsregion Serra Gaúcha im Nordosten des brasilianischen Bundesstaats Rio Grande do Sul.

## Geschichte
Einwanderer aus Norditalien legten im Rahmen der Besiedelung im 19. Jahrhundert an den Steilhängen auf etwa 215 m über NN Weinberge an. Aus diesen Ursprüngen entstand das heutige Vale dos Vinhedos.

## Weinanbau
Das Tal auf dem 29. Breitengrad mit dem Hauptort Bento Gonçalves bietet gute klimatische Bedingungen und gilt als Vorzeigegebiet der brasilianischen Weinwirtschaft. Experten zufolge könne dies neben erheblichen Investitionen in die Kellereitechnik auch durch den Klimawandel begründet sein, der zu trockeneren Sommern in der Region geführt hat. Früher hatten häufige starke Regenfälle kurz vor der Erntezeit regelmäßig verhindert, Weine zu keltern. Heute werden Weine aus der Region vielfach prämiert und das Vale dos Vinhedos wird seit 2007 auch von der Europäischen Union als zertifizierte Appellation anerkannt. Zu den vorwiegend angebauten Rebsorten zählen Cabernet Sauvignon, Merlot, Cabernet Franc und Pinot Noir und auch Weißweine wie Riesling, Chardonnay, Sauvignon Blanc oder Grauburgunder.